# Сабах (Баку)
Це стаття про азербайджанський футбольний клуб. Про однойменний малайзійський клуб див. статтю Сабах (футбольний клуб)
Саба́х (азерб. Sabah Futbol Klubu) — азербайджанський футбольний клуб з Баку.

## Історія
Клуб був заснований в 1967 році під назвою «Ватан» і близько 50 років працював як юнацька футбольна школа, що випустила багато помітних гравців у азербайджанському футболі.
Влітку 2017 клуб вирішив брати участь в Першому дивізіоні під новою назвою «Сабах», що азербайджанською мовою означає «завтра». За підсумками свого першого сезону 2017/18 команда зайняла лише п'яте місце, втім була включена на наступний сезон до розіграшу Прем'єр-ліги.

## Досягнення
Кубок Азербайджану:
- Володар кубка (1): 2025